# João Marques Costa
João Miguel Marques da Costa (Lisboa, 4 de novembro de 1972) é um professor catedrático e político português do Partido Socialista. Foi Ministro da Educação no XXIII Governo Constitucional da República Portuguesa. Desde novembro de 2023, é presidente do Comité de Políticas Educativas da OCDE. A partir de janeiro de 2025, passa a acumular o cargo com o de diretor da Agência Europeia para as Necessidades Especiais e a Educação Inclusiva.

## Biografia
Doutorado em linguística em 1998, na Universidade de Leiden, nos Países Baixos, desempenhou as funções de secretário de Estado da Educação no XXI e XXII Governo da República Portuguesa, os dois primeiros executivos liderados pelo primeiro-ministro António Costa.
É professor catedrático de linguística na Faculdade de Ciências Sociais e Humanas da Universidade Nova de Lisboa e foi diretor da Faculdade de Ciências Sociais e Humanas da Universidade Nova de Lisboa até novembro de 2015.
Trabalhou em investigação nas áreas da Linguística Formal, Aquisição e Desenvolvimento de Linguagem e Linguística Educacional, chegou também a estudar no Instituto de Tecnologia de Massachusetts como investigador.
Assumiu o cargo de secretário de Estado, tendo depois passado a secretário de Estado Adjunto no XXII Governo Constitucional, atualmente assume as funções de Ministro da Educação no governo português.